# Послання (Горацій)
"Послання" (лат. Epistulae) - збірка віршів римського поета Квінта Горація Флакка у двох книгах, опублікованих у 20 та 13 до н. е. Перша книга включає 20 послань (включаючи епілог), друга - три. Багато віршів справді написані у форматі листів (наприклад, майбутньому імператору Тіберію, юристу Торквату), інші є міркуваннями на абстрактні теми.
Останнє (третє) послання до Пісонів з часів Квінтіліана називається «Ars poetica» («Наука поезії» або «Поетичне мистецтво») і зазвичай вважається автономним текстом.

## Українські переклади
- Квінт Горацій Флакк. Твори. пер. з латини Андрія Содомори. — Львів: видавництво «Апріорі», 2021.